# Bulbophyllum lasiochilum
Bulbophyllum lasiochilum là một loài phong lan thuộc chi Bulbophyllum.

## Hình ảnh

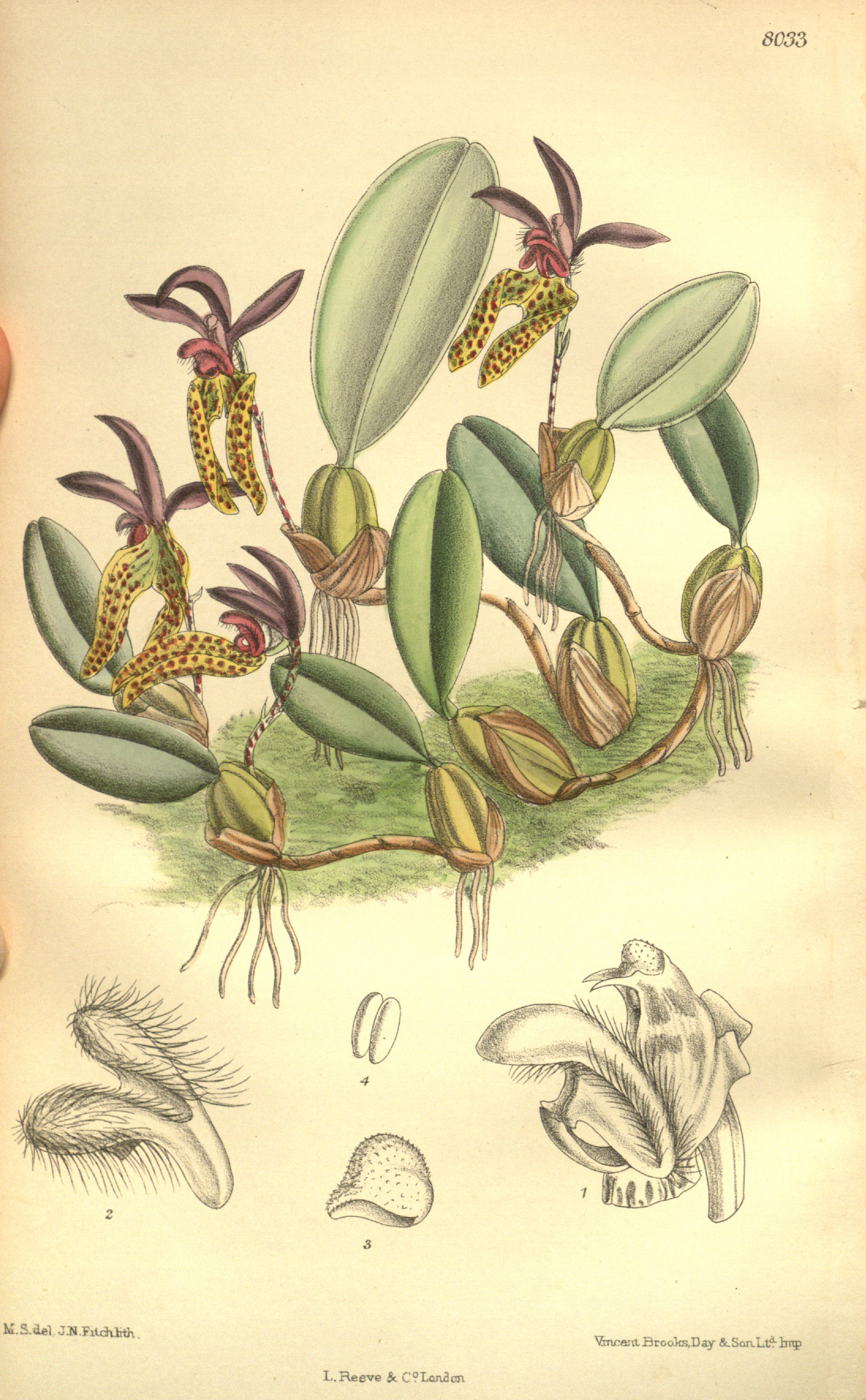
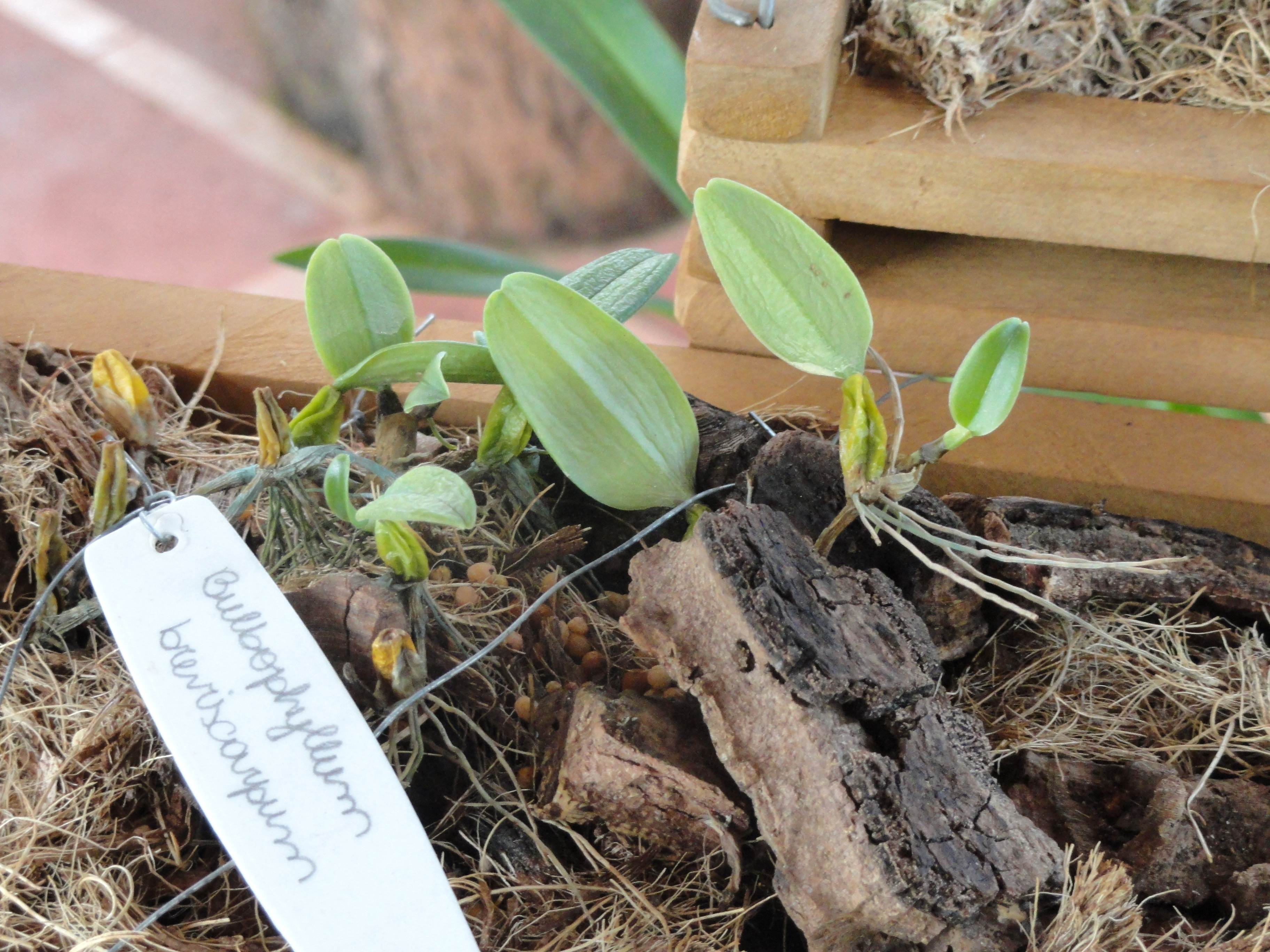
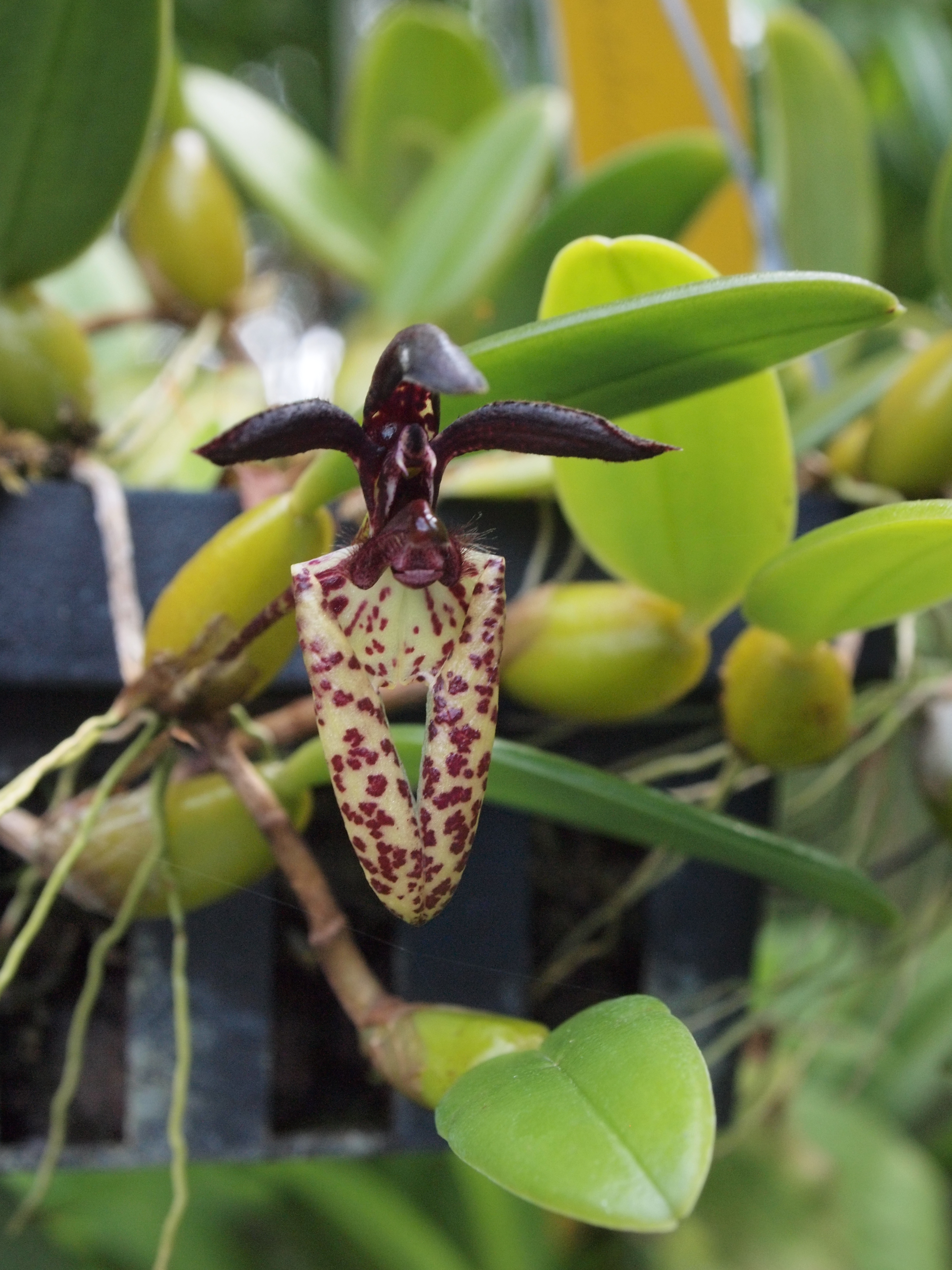
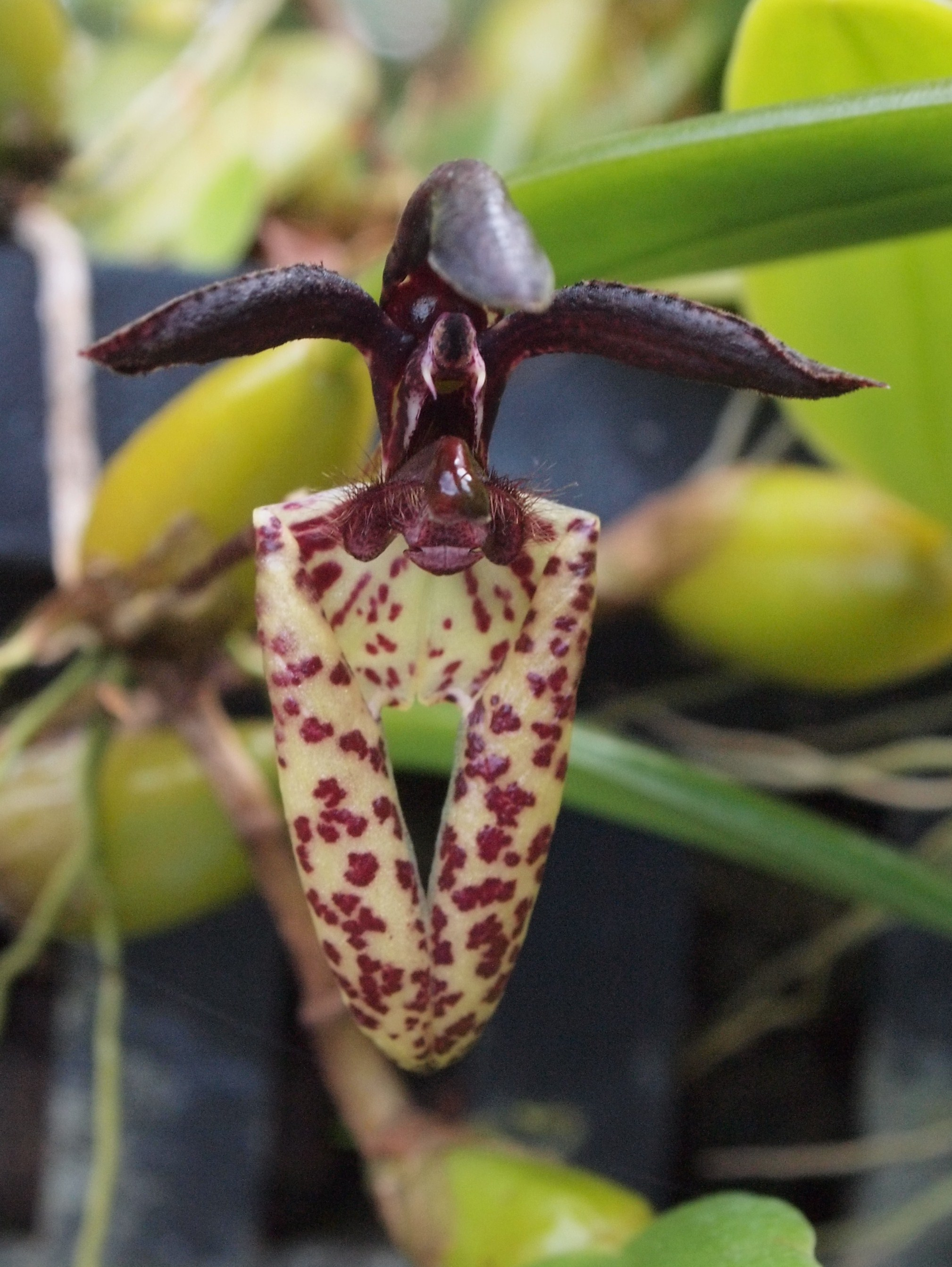